# Barnardia japonica
Barnardia japonica là một loài thực vật có hoa trong họ Măng tây. Loài này được (Thunb.) Schult. & Schult.f. mô tả khoa học đầu tiên năm 1829.

## Hình ảnh

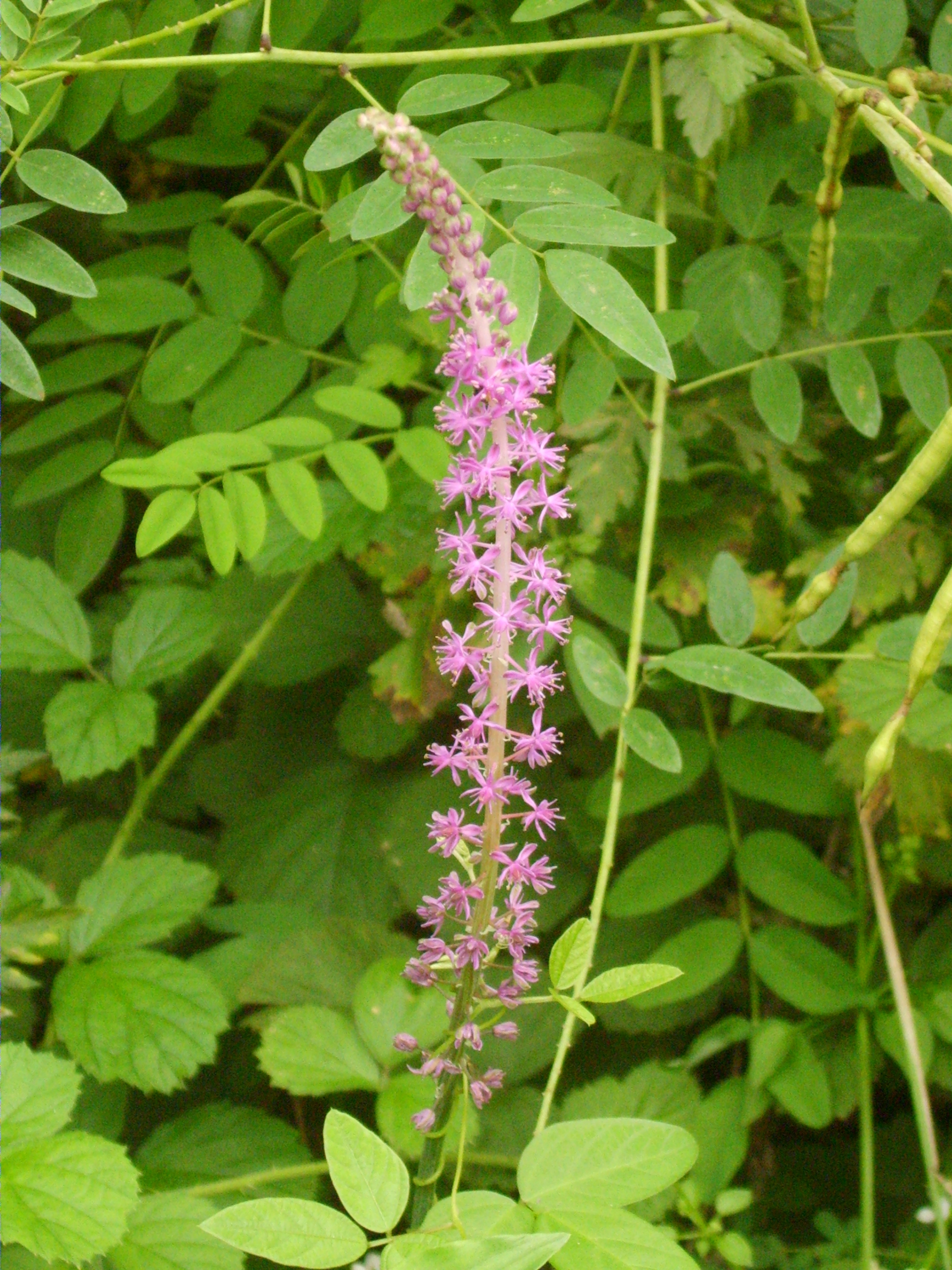
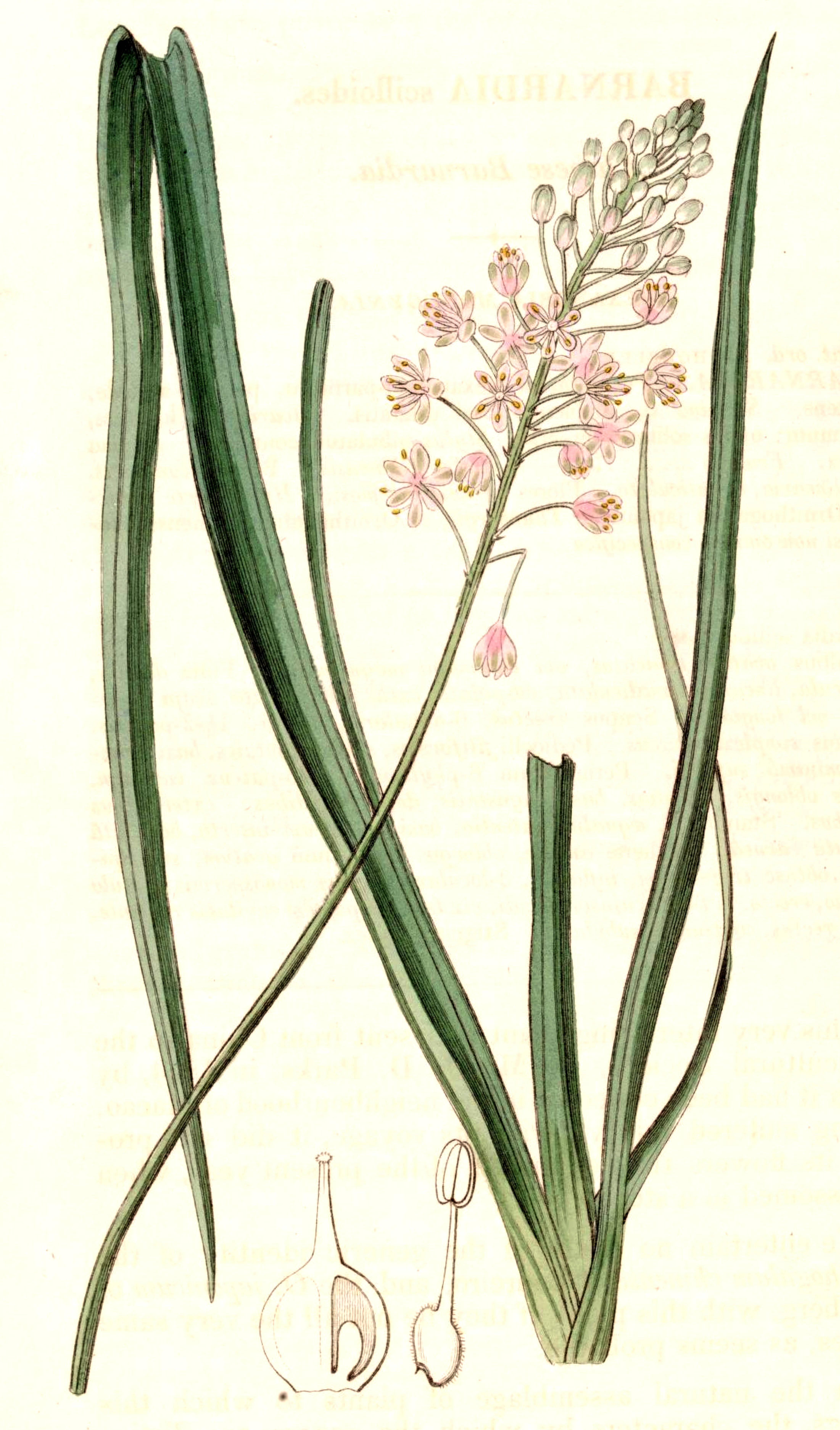
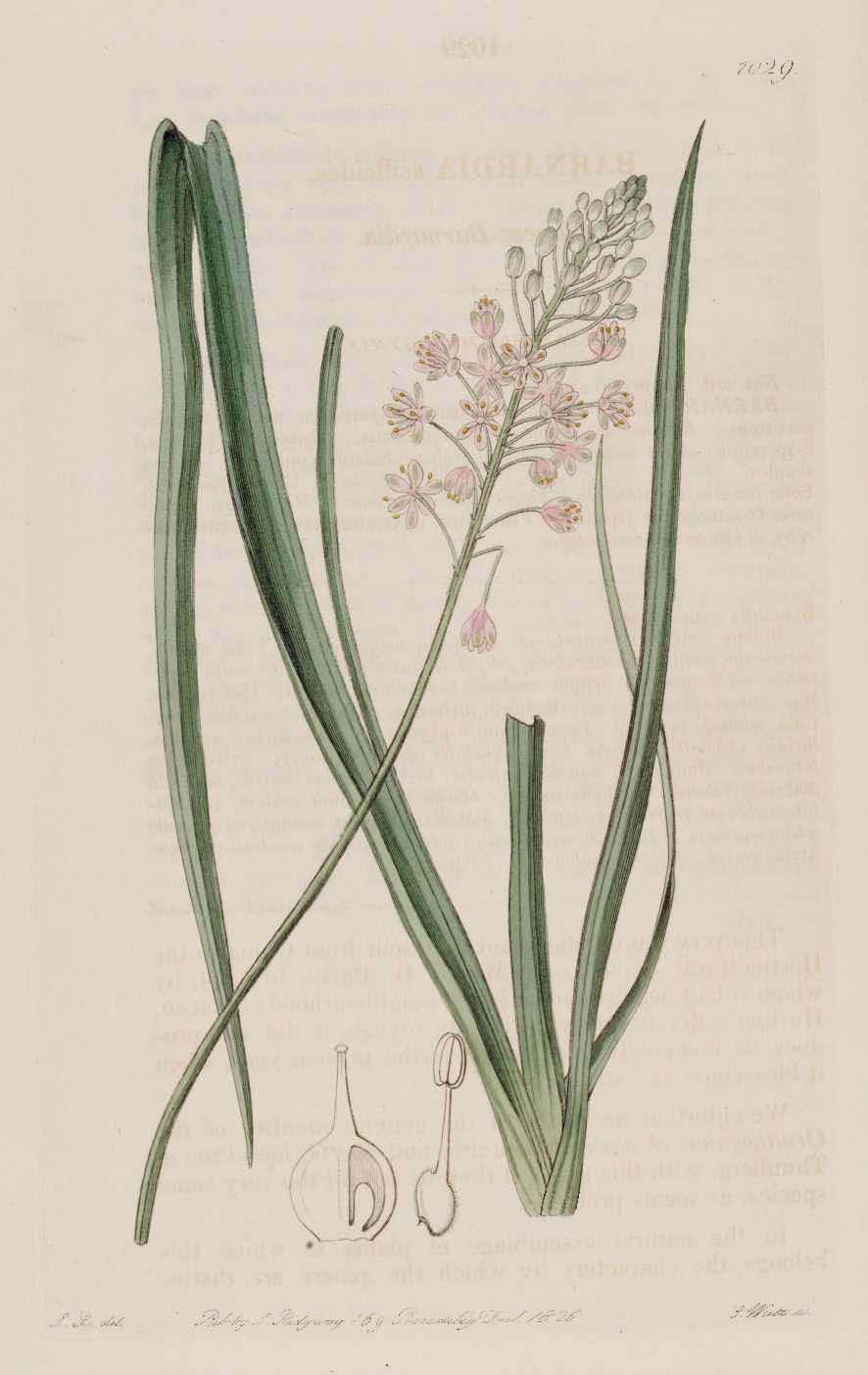
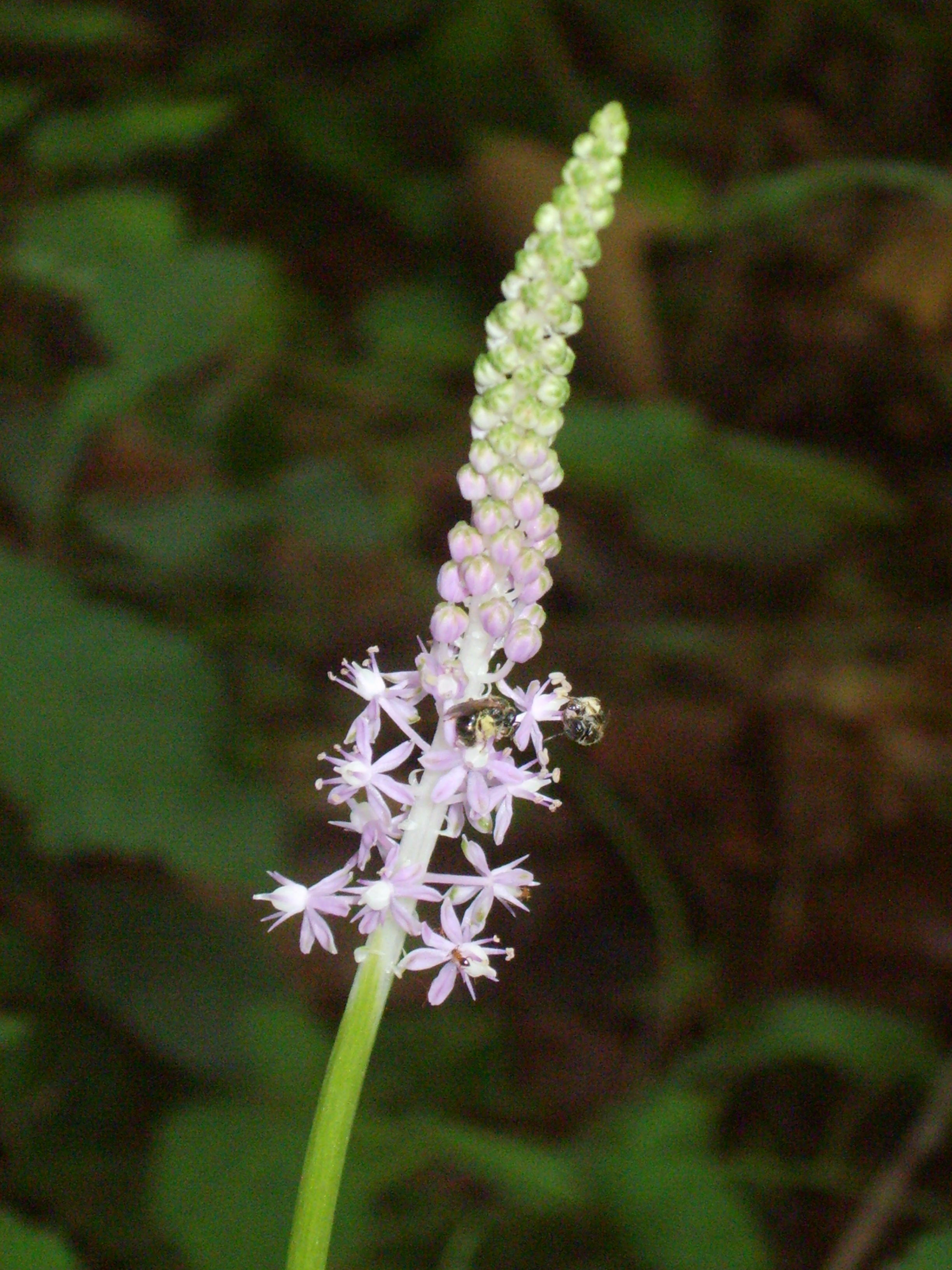